# Psychotria solitudinum
Psychotria solitudinum är en måreväxtart som beskrevs av Paul Carpenter Standley. Psychotria solitudinum ingår i släktet Psychotria och familjen måreväxter. Inga underarter finns listade i Catalogue of Life.